# Cheumatopsyche enonis
Cheumatopsyche enonis là một loài Trichoptera trong họ Hydropsychidae. Chúng phân bố ở miền Tân bắc.